# Ancienne prison pour femmes de Wurtzbourg
L’ancienne prison pour femmes de Wurtzbourg (en allemand : Ehemaliges Frauenzuchthaus Würzburg) est une œuvre du début de l'architecture classique de Peter Speeth (de). Elle se situe dans le Mainviertel sous la forteresse de Marienberg, à côté de l'église Saint-Burchard (de).

## Architecture
Le bâtiment est construit à l'époque du grand-duché de Wurtzbourg en 1809, mais est érigé indépendamment du Hofbauamt, créé par Nicolas-Alexandre Salins. La structure originale combine des éléments égyptiens et classiques dans une fusion avec de la maçonnerie plâtrée avec des détails en grès rougeâtre. Des idées de l'architecture révolutionnaire française sont également mises en œuvre ici. L'inscription monumentale "Établissement d'enseignement royal bavarois" fut supprimée.